# Rafael Leónidas Felipe y Núñez

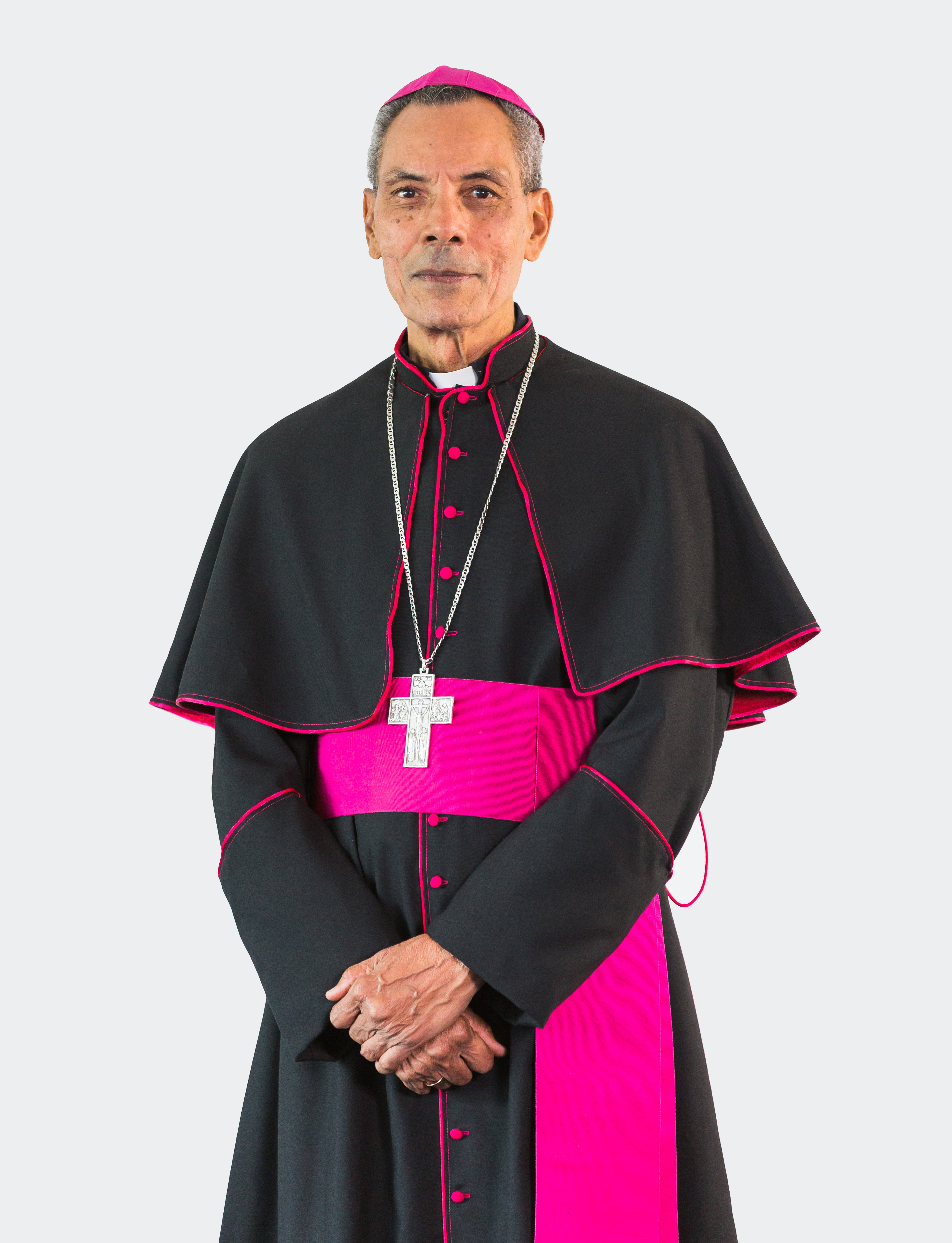
Rafael Leónidas Felipe y Núñez

Rafael Leónidas Felipe y Núñez (* 12. September 1938 in Villa Tapia) ist ein dominikanischer Geistlicher und emeritierter Bischof von Barahona.

## Leben
Rafael Leónidas Felipe y Núñez empfing am 25. März 1965 die Priesterweihe.
Papst Johannes Paul II. ernannte ihn am 7. Dezember 1999 zum Bischof von Barahona. Der Apostolische Nuntius in der Dominikanischen Republik, François Robert Bacqué, spendete ihm am 22. Januar des nächsten Jahres die Bischofsweihe; Mitkonsekratoren waren Fabio Mamerto Rivas Santos SDB, Altbischof von Barahona, und Juan Antonio Flores Santana, Erzbischof von Santiago de los Caballeros.
Papst Franziskus nahm am 23. Februar 2015 seinen altersbedingten Rücktritt an.
Von September 2016 bis Dezember 2017 war er während der Sedisvakanz Apostolischer Administrator des Bistums San Pedro de Macorís.